# 1964 en mathématiques
| Années des mathématiques : 1961 - 1962 - 1963 - 1964 - 1965 - 1966 - 1967    |
| Décennies des mathématiques : 1930 - 1940 - 1950 - 1960 - 1970 - 1980 - 1990 |

Cet article présente les faits marquants de l'année 1964 en mathématiques.

## Naissances

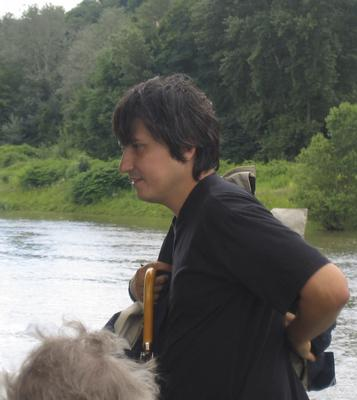
Maxim Kontsevich.

- 27 février : Richard Kenyon, mathématicien américain.
- 5 mars : Bernd Siebert, mathématicien allemand.
- 19 mars : James McKernan, mathématicien britannique.
- 4 avril : Yves Laszlo, mathématicien français.
- 15 mai : Sijue Wu, mathématicienne américaine d'origine chinoise.
- 31 mai : Gerhard Woeginger (mort en 2022), mathématicien et informaticien autrichien.
- 21 juin : David Ríos Insua, mathématicien espagnol.
- 11 juillet : Gábor Tardos, mathématicien hongrois.
- 25 août : Maxim Kontsevich, mathématicien russe, médaille Fields en 1998.
- 17 septembre : Trevor Wooley, mathématicien britannique.
- 20 septembre : Neno Dimov, homme politique et mathématicien bulgare.
- 22 octobre : Martin Bridson, mathématicien britannique.
- 19 novembre : Fred Diamond, mathématicien américain.
- 29 novembre : Xavier Labouze, mathématicien français.
- Décembre : Michel Goemans, mathématicien américano-belge.
- 21 décembre : Yael Karshon, mathématicienne canado-israélienne.
- Chantal David, mathématicienne canadienne française.
- Giovanni Forni, mathématicien italien.
- Bernhard Keller, mathématicien suisse.
- Boris Khesin, mathématicien russo-canadien.
- Bijan Mohammadi, mathématicien français.
- Cristina Pereyra, mathématicienne vénézuélienne.
- Amin Shokrollahi, mathématicien et informaticien iranien.
- Tatiana Toro, mathématicienne colombienne-américaine.

## Décès
- 17 février : Heinrich Tietze (né en 1880), mathématicien autrichien.
- 18 mars : Norbert Wiener (né en 1894), mathématicien américain, inventeur de la cybernétique.
- 11 avril : Alexandru Ghica (né en 1902), mathématicien roumain.
- 14 avril : Tatiana Afanassieva (née en 1876), mathématicienne russo-néerlandaise.
- 27 mai : C. Brian Haselgrove (né en 1926), mathématicien britannique.
- 5 août : John Williams Calkin (né en 1909), mathématicien américain.
- 27 septembre : Pia Nalli (née en 1886), mathématicienne italienne.
- 13 novembre : Oskar Becker (né en 1889), philosophe, logicien, mathématicien et historien des mathématiques allemand.
- 27 novembre : Ielpidifor Anempodistovitch Kirillov (né en 1883), mathématicien et physicien soviético-russe.
- Adele Goldstine (née en 1920), mathématicienne et informaticienne américaine.
- 28 décembre : Edwin Bidwell Wilson (né en 1879), mathématicien américain.